# Skisprung-Weltcup 1991/92
Der Skisprung-Weltcup 1991/92 (offizieller Name: FIS Weltcup Skispringen 1991/1992) war eine vom Weltskiverband FIS zwischen dem 1. Dezember 1991 und dem 29. März 1992 an 16 verschiedenen Orten in Europa, Nordamerika und Asien ausgetragene Wettkampfserie im Skispringen. Ursprünglich war die Durchführung von 22 Einzelwettbewerben und zwei Teamwettbewerben geplant. Ein Einzelwettbewerb musste ersatzlos abgesagt werden, ein weiterer konnte nach Absage an einem anderen Ort ausgetragen werden, sodass 21 Einzelwettbewerbe und zwei Teamwettbewerbe in die Wertung eingingen. Den Sieg in der Gesamtwertung errang in dieser Saison der Finne Toni Nieminen, auf dem zweiten und dritten Platz folgten die beiden Österreicher Werner Rathmayr und Titelverteidiger Andreas Felder. Die Skiflug-Wertung gewann Werner Rathmayr vor seinem Landsmann Andreas Goldberger und Andreas Felder. Der Schweizer Titelverteidiger in dieser Disziplin, Stephan Zünd, belegte den achten Platz. Die Nationenwertung gewann Titelverteidiger Österreich vor Finnland und der Tschechoslowakei.

## Ergebnisse und Wertungen

### Weltcup-Übersicht
| Datum                                                               | Austragungsort         | Schanze                           | Bemerkung              | Sieger                                                                  | Zweiter                                                                  | Dritter                                                                |
| ------------------------------------------------------------------- | ---------------------- | --------------------------------- | ---------------------- | ----------------------------------------------------------------------- | ------------------------------------------------------------------------ | ---------------------------------------------------------------------- |
| 01.12.1991                                                          | Thunder Bay            | Big Thunder K90                   |                        | Toni Nieminen                                                           | Ari-Pekka Nikkola                                                        | Stefan Horngacher                                                      |
| 02.12.1991                                                          | Thunder Bay            | Big Thunder K120                  |                        | Ernst Vettori                                                           | Jim Holland                                                              | Stephan Zünd                                                           |
| 14.12.1991                                                          | Sapporo                | Miyanomori-Schanze K90            |                        | Werner Rathmayr                                                         | Staffan Tällberg                                                         | František Jež                                                          |
| 15.12.1991                                                          | Sapporo                | Ōkurayama-Schanze K115            |                        | Werner Rathmayr                                                         | Stephan Zünd                                                             | Werner Haim                                                            |
| Vierschanzentournee 1991/92                                         |                        |                                   |                        |                                                                         |                                                                          |                                                                        |
| 29.12.1991                                                          | Oberstdorf             | Schattenbergschanze K115          |                        | Toni Nieminen                                                           | Werner Rathmayr                                                          | Stephan Zünd                                                           |
| 01.01.1992                                                          | Garmisch-Part.         | Große Olympiaschanze K107         |                        | Andreas Felder                                                          | Toni Nieminen                                                            | Stephan Zünd                                                           |
| 04.01.1992                                                          | Innsbruck              | Bergiselschanze K109              |                        | Toni Nieminen                                                           | Andreas Goldberger                                                       | Andreas Felder                                                         |
| 06.01.1992                                                          | Bischofshofen          | Paul-Außerleitner-Schanze K120    |                        | Toni Nieminen                                                           | Martin Höllwarth                                                         | Franci Petek                                                           |
| Tournee-Gesamtwertung:                                              | Tournee-Gesamtwertung: | Tournee-Gesamtwertung:            | Tournee-Gesamtwertung: | Toni Nieminen                                                           | Martin Höllwarth                                                         | Werner Rathmayr                                                        |
| 10.01.1992                                                          | Predazzo               | Trampolino dal Ben K90            |                        | Martin Höllwarth                                                        | Mikael Martinsson                                                        | Staffan Tällberg                                                       |
| 12.01.1992                                                          | Predazzo               | Trampolino dal Ben K120           | Team                   | ÖsterreichWerner Rathmayr Ernst Vettori Martin Höllwarth Andreas Felder | FinnlandVesa Hakala Ari-Pekka Nikkola Raimo Ylipulli Toni Nieminen       | SchweizYvan Vouillamoz Martin Trunz Sylvain Freiholz Stephan Zünd      |
| Schweizer Springertournee                                           |                        |                                   |                        |                                                                         |                                                                          |                                                                        |
| 17.01.1992                                                          | St. Moritz             | Olympiaschanze K95                |                        | Andreas Felder                                                          | Werner Rathmayr                                                          | Martin Höllwarth                                                       |
| 19.01.1992                                                          | Engelberg              | Gross-Titlis-Schanze K120         |                        | Andreas Felder                                                          | Stephan Zünd                                                             | Werner Rathmayr                                                        |
| Tournee-Gesamtwertung:                                              | Tournee-Gesamtwertung: | Tournee-Gesamtwertung:            | Tournee-Gesamtwertung: | Andreas Felder                                                          | Werner Rathmayr                                                          | Stephan Zünd                                                           |
| 25.01.1992                                                          | Oberstdorf             | Heini-Klopfer-Skiflugschanze K182 | Skifliegen             | Werner Rathmayr                                                         | Andreas Felder                                                           | Mikael Martinsson                                                      |
| 26.01.1992                                                          | Oberstdorf             | Heini-Klopfer-Skiflugschanze K182 | Skifliegen             | Werner Rathmayr                                                         | Andreas Felder                                                           | Andreas Goldberger                                                     |
| 8. bis 23. Februar 1992 Olympische Winterspiele 1992 in Albertville |                        |                                   |                        |                                                                         |                                                                          |                                                                        |
| 29.02.1992                                                          | Lahti                  | Salpausselkä-Schanze K90          |                        | Toni Nieminen                                                           | Ernst Vettori                                                            | Noriaki Kasai                                                          |
| 01.03.1992                                                          | Lahti                  | Salpausselkä-Schanze K114         |                        | Toni Nieminen                                                           | Heinz Kuttin                                                             | Andreas Felder                                                         |
| 04.03.1992                                                          | Örnsköldsvik           | Paradiskullen K90                 |                        | Ernst Vettori                                                           | Noriaki Kasai                                                            | Mikael Martinsson                                                      |
| 08.03.1992                                                          | Falun                  | Lugnet-Schanzen K115              |                        | Wettkampf abgesagt                                                      | Wettkampf abgesagt                                                       | Wettkampf abgesagt                                                     |
| 08.03.1992                                                          | Trondheim              | Granåsen K120                     | 1                      | Heinz Kuttin                                                            | Ernst Vettori                                                            | Toni Nieminen                                                          |
| 11.03.1992                                                          | Trondheim              | Granåsen K120                     |                        | Toni Nieminen                                                           | Ernst Vettori                                                            | Ari-Pekka Nikkola                                                      |
| 15.03.1992                                                          | Oslo                   | Holmenkollbakken K110             |                        | Toni Nieminen                                                           | Jiří Parma                                                               | Martin Höllwarth                                                       |
| 21. bis 22. März 1992 Skiflug-Weltmeisterschaft 1992 in Harrachov   |                        |                                   |                        |                                                                         |                                                                          |                                                                        |
| 21.03.1992                                                          | Harrachov              | Čerťák K180                       | Skiflug-WM 2           | Noriaki Kasai                                                           | Andreas Goldberger                                                       | Roberto Cecon                                                          |
| 22.03.1992                                                          | Harrachov              | Čerťák K180                       | Skiflug-WM 2           | Wettkampf abgesagt (Wind)                                               | Wettkampf abgesagt (Wind)                                                | Wettkampf abgesagt (Wind)                                              |
| 28.03.1992                                                          | Planica                | Bloudkova Velikanka K120          | Team                   | ÖsterreichAndreas Felder Martin Höllwarth Werner Rathmayr Heinz Kuttin  | DeutschlandAndreas Scherer Christof Duffner Jens Weißflog Ralph Gebstedt | FinnlandAri-Pekka Nikkola Raimo Ylipulli Risto Laakkonen Toni Nieminen |
| 29.03.1992                                                          | Planica                | Bloudkova Velikanka K120          |                        | Andreas Felder                                                          | Heinz Kuttin                                                             | Toni Nieminen                                                          |

### Wertungen
| Rang | Name               | Punkte |
| ---- | ------------------ | ------ |
| 1.   | Toni Nieminen      | 269    |
| 2.   | Werner Rathmayr    | 229    |
| 3.   | Andreas Felder     | 218    |
| 4.   | Ernst Vettori      | 205    |
| 5.   | Stephan Zünd       | 147    |
| 6.   | Mikael Martinsson  | 132    |
| 7.   | František Jež      | 127    |
| 8.   | Andreas Goldberger | 123    |
| 9.   | Noriaki Kasai      | 115    |
| 10.  | Martin Höllwarth   | 112    |
| 11.  | Heinz Kuttin       | 92     |
| 12.  | Ari-Pekka Nikkola  | 81     |
| 13.  | Franci Petek       | 72     |
| 14.  | Jaroslav Sakala    | 67     |
| 15.  | Jiří Parma         | 66     |
| 16.  | Staffan Tällberg   | 57     |
| 17.  | Ivan Lunardi       | 54     |
| 18.  | Samo Gostiša       | 52     |
| 19.  | Christof Duffner   | 51     |

| Rang | Name               | Punkte |
| ---- | ------------------ | ------ |
| 20.  | Jim Holland        | 48     |
| 21.  | Tomáš Goder        | 46     |
| 22.  | Werner Haim        | 42     |
| 23.  | Martin Trunz       | 36     |
|      | Sylvain Freiholz   | 36     |
| 25.  | Roberto Cecon      | 32     |
| 26.  | Magne Johansen     | 27     |
| 27.  | Risto Laakkonen    | 26     |
|      | Øyvind Berg        | 26     |
| 29.  | Masahiko Harada    | 24     |
|      | Alexander Pointner | 24     |
|      | Stefan Horngacher  | 24     |
| 32.  | Ralph Gebstedt     | 23     |
| 33.  | Didier Mollard     | 22     |
| 34.  | Espen Bredesen     | 20     |
| 35.  | Steve Delaup       | 19     |
| 36.  | Dionis Vodnev      | 18     |
| 37.  | Jens Weißflog      | 16     |
|      | Matjaž Zupan       | 16     |

| Rang | Name                 | Punkte |
| ---- | -------------------- | ------ |
| 39.  | Raimo Ylipulli       | 14     |
| 40.  | Kenji Suda           | 13     |
| 41.  | Marc Nölke           | 10     |
| 42.  | Dieter Thoma         | 9      |
|      | Heiko Hunger         | 9      |
| 44.  | Michail Jessin       | 8      |
| 45.  | Lasse Ottesen        | 7      |
|      | Vesa Hakala          | 7      |
| 47.  | Andreas Scherer      | 6      |
| 48.  | Nicolas Jean-Prost   | 4      |
|      | Ole Gunnar Fidjestøl | 4      |
|      | Rune Olijnyk         | 4      |
|      | Werner Schuster      | 4      |
|      | Mika Laitinen        | 4      |
|      | Jan Boklöv           | 4      |
| 54.  | Motoyasu Takeuchi    | 2      |
|      | Akira Satō           | 2      |

| Rang | Name               | Punkte |
| ---- | ------------------ | ------ |
| 1.   | Werner Rathmayr    | 50     |
| 2.   | Andreas Goldberger | 46     |
| 3.   | Andreas Felder     | 40     |
| 4.   | Tomáš Goder        | 36     |
| 5.   | Mikael Martinsson  | 34     |
| 6.   | Samo Gostiša       | 27     |
| 7.   | Noriaki Kasai      | 25     |
| 8.   | Stephan Zünd       | 19     |
|      | Christof Duffner   | 19     |
| 10.  | Martin Trunz       | 18     |
| 11.  | Roberto Cecon      | 15     |
|      | Ralph Gebstedt     | 15     |
| 13.  | Jaroslav Sakala    | 13     |
| 14.  | Alexander Pointner | 11     |
| 15.  | Werner Haim        | 10     |

| Rang | Land               | Punkte |
| ---- | ------------------ | ------ |
| 1.   | Österreich         | 1193   |
| 2.   | Finnland           | 491    |
| 3.   | Tschechoslowakei   | 356    |
| 4.   | Schweiz            | 269    |
| 5.   | Schweden           | 237    |
| 6.   | Deutschland        | 185    |
| 7.   | Japan              | 169    |
|      | Slowenien          | 169    |
| 9.   | Norwegen           | 121    |
| 10.  | Italien            | 110    |
| 11.  | Frankreich         | 71     |
| 12.  | Vereinigte Staaten | 48     |
| 13.  | GUS                | 35     |
| 14.  | Polen              | 18     |
| 15.  | Kanada             | 9      |
| 16.  | Bulgarien          | 8      |